# Фаатц Олександр
Олександр Фаатц (нім. Alexander Vaatz) (13 вересня 1905 —1943) — німецький фахівець із сільського господарства українського походження.

## Біографія
Народився в Одесі. Походив з великої і відомої на Херсонщині сім'ї німецьких колоністів. 
До 9 років зрістав в маєтку свого батька Дружелюбівка. З 1914 по 1921 відвідував Одеське реальне училище Святого Павла, у 1922 отримав атестат зрілості. Продовжив навчання в Одеському Інституту народної освіти. 
У 1925 емігрував до Німеччини. Навчався у Вищій сільськогосподарській школі в Берліні. В ході навчання здійснював дослідні поїздки в Бессарабію і Україну. У листопаді 1931 захистив дисертацію на тему Значення і розвиток розведення овець меринос в Росії.
У роки націонал-соціалізму — керівник штабу управління селянськими господарствами округу Вестштернберг (Бранденбург), пізніше співробітник Товариства поширення німецького економічного порядку.
В роки Другої світової війни виступав як експерт з радянській економіці. Був покликаний в армію і загинув у бою.

## Спадчина
Автор низки наукових праць з питань стану і розвитку сільського господарства в Північному Причорномор'ї і ролі в ньому німецьких колоністів України.

## Твори
- Die volkswirtschaftliche Erschließung Neurusslands und die deutschen Kolonisten // Deutsche Post aus dem Osten. H. 2 (1938). S. 2—5.
- Die Landwirtschaft im ukrainischen Wirtschaftsraum. [Berlin], [1941] (машинопис)
- Sowjetische Kollektivwirtschaft im Gebiet der UdSSR, insbesondere im ukrainischen Raum. Berlin: Weicher, 1941.
- Deutsche Bauernarbeit im Schwarzmeergebiet. Berlin: Engelhard, 1942.
- Landwirtschaft zwischen Don und Kaukasus. Berlin: Engelhard, 1942.
- Baltikum und Weißruthenien in ihren landwirtschaftlichen Grundlagen. Berlin: Engelhard, 1942.
- Sprachführer der Berufe Deutsch-Russisch. Landwirtschaft. Berlin: Junker und Dünnhaupt, 1943.